# Trichoberotha ferruginea
Trichoberotha ferruginea is een insect uit de familie van de Berothidae, die tot de orde netvleugeligen (Neuroptera) behoort. 
Trichoberotha ferruginea is voor het eerst wetenschappelijk beschreven door Handschin in 1935.